# Estación Vergara
Vergara es una estación ferroviaria de la ciudad de Vergara, en el Partido de Magdalena, Provincia de Buenos Aires, Argentina.

## Servicios
La estación pertenece al ramal La Plata - Lezama.
No presta servicios de ningún tipo. El edificio de la estación era una construcción de madera precaria pero tenía baños realizados de mampostería y dos tanques de agua para reabastecimiento de las locomotoras a vapor. El ramal fue clausurado en 1977. Las vías, durmientes y señales de todo el ramal fueron retiradas.